# Casa de Hessen
La Casa de Hessen (en alemany, Hessen Haus) és una dinastia reial europea de la regió de Hessen.Van governar la regió de Hesse, amb una branca com a prínceps electors fins a 1866, i una altra branca com a grans ducs fins a 1918.

## Història
La casa de Hessen s'originà amb el casament de Sofia de Turíngia, filla de Lluís IV de Turíngia i d'Elisabet d'Hongria, amb Enric II de Brabant, de la Casa de Renyer. Sofia, hereva de Hessen, va retenir aquest territori amb la seva victòria parcial en la guerra de Successió de Turíngia. El seu fill Enric heretà Hessen, fundant així la casa de Hessen, després d'haver retingut el territori amb la seva victòria parcial a la Guerra de Successió de Turíngia, (1247–1264) en la qual va ser una de les bel·ligerants.

## Branques
A la mort del landgravi Felip el 1567, Hessen es va dividir entre els seus quatre fills:
- Guillem (1532–1592), landgravi de Hessen-Kassel.
- Lluís (1537–1604), landgravi de Hessen-Marburg.
- Felip (1541–1583), landgravi de Hessen-Rheinfels.
- Jordi (1547–1596), landgravi de Hessen-Darmstadt.